# Egipcios levantando agua del Nilo
Egipcios sacando agua del Nilo es una pintura de 1890-1891 del pintor estadounidense John Singer Sargent. Forma parte de la colección del Museo Metropolitano de Arte de Nueva York.
Sargent realizó varios viajes a Egipto, Grecia y Turquía como parte de un proyecto encargado por la Biblioteca Pública de Boston para explorar el origen de la religión occidental a través del arte. Mientras estaba en Egipto, pintó este lienzo en 1890-1891, que representa a un grupo de lugareños bebiendo o recogiendo agua del río Nilo, subiéndola a la orilla con un shaduf (cigoñal).